# سد حلوة
سد حلوة، هو سد له تاريخه و يقع في المملكة العربية السعودية و قد تم افتتاحه في عام 2002 ويقع في منطقة الرياض وهي عاصمه المملكه العربيه السعوديه.